# 41 av. J.-C.
Cette page concerne l'année 41 av. J.-C. du calendrier julien.

## Climat
Dans l'hémisphère nord, les années –43 et –42 ont été parmi les plus froides des 2 500 dernières années (2 °C de moins que la moyenne), en raison de l'émission de téphras obscurcissants et acidifiants (car riches en soufre) dans la troposphère par l'éruption du volcan Okmok (îles Aléoutiennes, en Alaska) en –43, qui ont mis environ deux ans et demi à retomber au sol,. Les sources de l'époque citent aussi un climat inhabituel à partir du début de l'année -43, et les données géo-climatique ont récemment montré que l'an 43 et l'an 42 avant notre ère ont été parmi les années les plus froides des derniers millénaires pour l'hémisphère nord. Elles furent aussi le début de l'une des décennies les plus froides, accompagnées d'un bouleversement de l'hydroclimat (pluviométrie accrue ou sécheresse, selon les régions).

## Événements
- 1er janvier : début à Rome du consulat de Publius Servilius Vatia Isauricus (pour la seconde fois) et Lucius Antonius Pietas[3].
  - Marc Antoine hiverne à Athènes. Octavien rentre à Rome où il conduit les célébrations décrétées par le Sénat, met en place des statues de la Concorde et déclare le retour de la paix civile. Il supervise l’attribution de lotissements aux vétérans et prépare la lutte contre Sextus Pompée en Sicile[4].

- Printemps : Marc Antoine se rend à Éphèse où il est accueilli par un cortège dionysiaque. Il convoque une assemblée des cités et des communautés de la province d’Asie et leur demande le versement d’un tribut exceptionnel[3].
- Juin-juillet : Marc Antoine arrive à Tarse, en Cilicie ; il demande à la reine d’Égypte Cléopâtre VII de l’y rejoindre pour justifier son manquement lors de la campagne de 42.

- Fin de l’été : Cléopâtre VII rencontre Marc Antoine à Tarse et devient sa maîtresse ; ils se rendent ensemble en Égypte à la fin de l’année[3]. Elle l’entraîne dans le rêve d’un vaste empire oriental.
- Décembre : guerre de Pérouse (fin en mars 40 av. J.-C.). La femme et le frère de Marc Antoine, Fulvie et Lucius Antonius, essayaient d’exciter des mouvements populaires et une révolte des vétérans contre Octavien, à la suite des saisies de terre pour attribuer des lots aux vétérans. Lucius Antonius est assiégé dans Pérouse par Octavien et Marcus Agrippa [5].

- Selon Appien, les Palmyriens repoussent une attaque de Marc Antoine[6].
- En Égypte, la crue du Nil fait défaut pour la deuxième année consécutive[7].

## Décès
- Arsinoé IV, reine d’Égypte, assassinée sur ordre d’Antoine au sanctuaire d’Artémis à Éphèse.